# Marie Joséphine Louise, duchesse de Gontaut
Marie Joséphine Louise, duquesa de Gontaut (1773–1857) fue una noble francesa, que desempeñó durante la Restauración el título de Gouvernante de los hijos de los duques de Berry.

## Vida
Nacida en París el de agosto de 1773, hija de Augustin François, conde de Montaut-Navailles, quién había sido gouverneur (preceptor) de Luis XVI y sus dos hermanos en su infancia. El conde de Provenza (después Luis XVIII) y su mujer estuvo protegieron a la joven Joséphine de Montaut, y además esta, compartió las lecciones dadas por Madame de Genlis a los hijos del duque de Orleans, con quienes se rompió de relación tras el estallido de la Revolución francesa.
Emigra a Coblenza en 1792; posteriormente fueron a Róterdam, y finalmente a Inglaterra, donde Joséphine casó el marqués Charles Michel de Gontaut-Saint-Blacard. Regresaron a Francia al producirse la restauración de los Borbones, retomando su lugar en la corte.
Madame de Gontaut se convirtió en dama de honor de la duquesa de Berry y, al nacer el primer niño de la misma, la princesa Luisa, Mademoiselle (después duquesa de Parma), Gobernanta de la misma. En el año siguiente se añade a estos, otro el nacimiento de Enrique, duque de Burdeos (después conocido como el Conde de Chambord), añadido a su cargo el heredero del Bourbons. Fue fiel a su causa durante toda su vida. Su marido murió en 1822, y en 1827 fue creada duquesa de Gontaut.
Siguió a la familia real exiliada en 1830 al palacio de Holyrood, en Edimburgo, y después a Praga, pero en 1834, a causa de las diferencias con el Duque de Blacas, quien consideraba que la duquesa tenía vistas demasiado liberales, deja su cargo. Tuvo hijas gemelas, Joséphine (1796–1844) y Charlotte (1796–1818), casadas respectivamente con: Ferdinand de Chabot, príncipe de León y después duque de Rohan, y François, conde de Bourbon-Busset. 
Es autora en su vejez de unas memorias. Muere en París en 1857.

## Títulos, órdenes y cargos

### Títulos
- 1827: Duquesa de Gontaut.

### Cargos
- 1817 - 1819: Dama de Honor de S.A.R. la Duquesa de Berry.
- 1819 - 1826: Gouvernante de S.S.A.A.R.R. el duque de Burdeos y Mademoiselle.[2]
- 1826 - 1834: Gouvernante de S.A.R. Mademoiselle.

## Obras
- Memoirs (Eng. ed., 2 vols., 1894)
- Lettres inédites (1895).